# Jeff Dean (Informatiker)

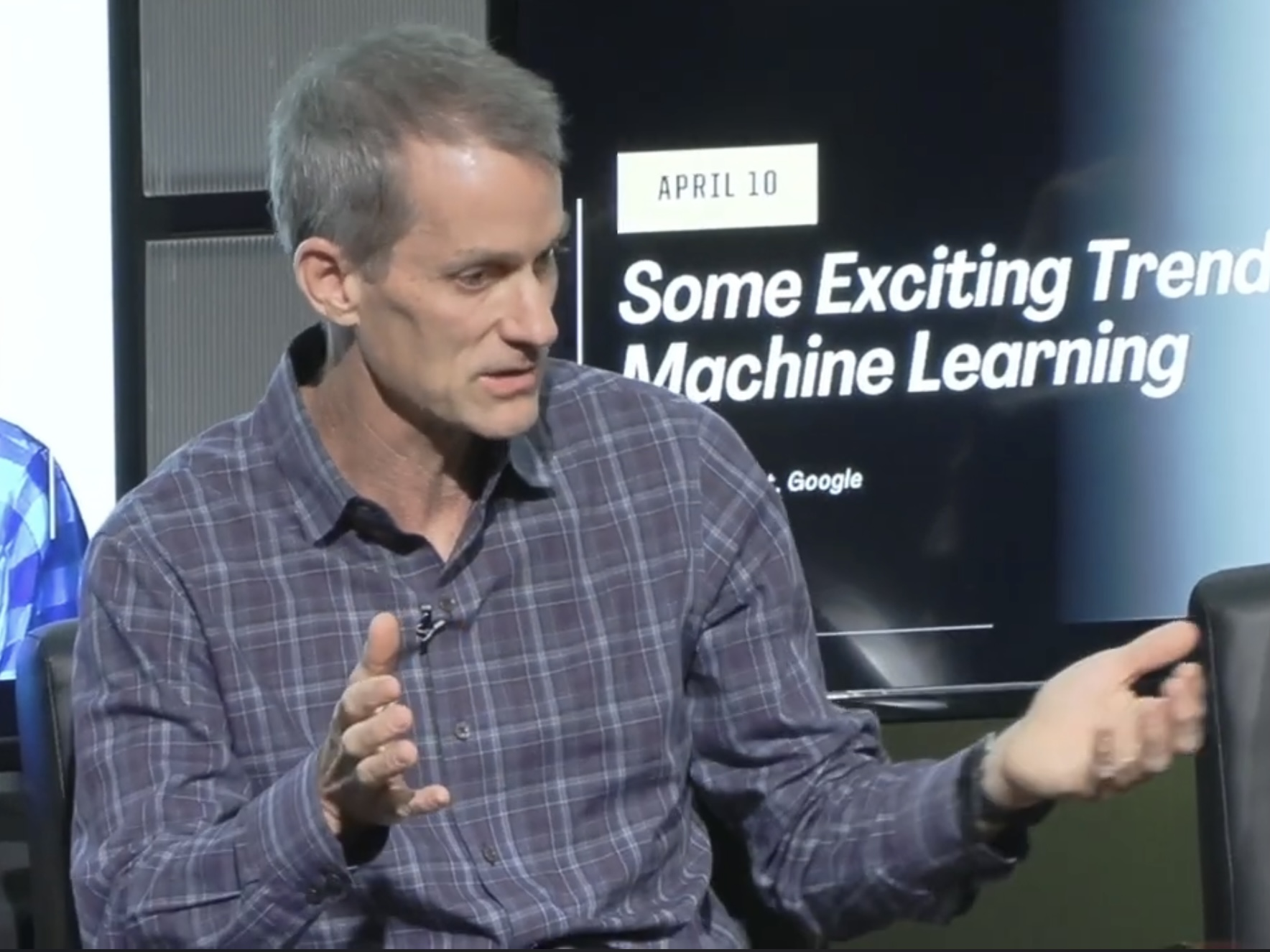
Jeff Dean

Jeffrey Adgate „Jeff“ Dean (* 1968) ist ein US-amerikanischer Informatiker, der einer der führenden Programmierer und Software-Ingenieure von Google ist und leitender Programmierer für Google Brain.
Dean studierte an der University of Minnesota mit dem Bachelor-Abschluss summa cum laude 1990 in Informatik und Wirtschaftswissenschaft. 1990/91 entwickelte er Statistik-Software für das WHO Programm gegen Aids. Er wurde 1996 bei Craig Chambers an der University of Washington in Informatik promoviert (Whole-program optimization of object-oriented languages). Dean war ab 1996 am Western Research Laboratory von DEC/Compaq in Palo Alto, wo er an Profilern, Information Retrieval und Mikroprozessor-Architektur arbeitete. Ab Mitte 1999 war er bei Google (damals noch in der Anfangsphase), wo er heute Google Senior Fellow ist.
Er implementierte bei Google mehrere ständig verbesserte Versionen des Systems der Durchsuchung von Dokumenten, der Beantwortung von Fragen und der Indexierung der Suchergebnisse. Dean entwickelte bei Google auch Datenbanktechnologien (Spanner, Bigtable, LevelDB), Verbesserung der Suchmethoden und der Maschinenübersetzung (Google Translate) und mit Sanjay Ghemawat MapReduce. Seit 2011 leitet er das Google Brain Project zur Künstlichen Intelligenz mit Anwendung von Deep Learning Techniken, die aus seiner Zusammenarbeit mit Andrew Ng von der Stanford University und Greg Corrado von Google entstand. Ein Ergebnis war die Open-Source-Programmbibliothek TensorFlow.
2012 erhielt er mit Sanjay Ghemawat den ACM Infosys Award für ihre Führungsrolle bei großen verteilten Systemen wie dem Internet sowohl in Forschung als auch in Ingenieursanwendungen und 2012 erhielten beide den Mark Weiser Award. Für 2021 wurde Dean die John-von-Neumann-Medaille der IEEE zugesprochen. 2009 wurde er Fellow der Association for Computing Machinery, 2009 der National Academy of Engineering, 2016 der American Academy of Arts and Sciences und er ist Fellow der American Association for the Advancement of Science.
Mit seiner Ehefrau Heidi Hopper gründete er eine Stiftung, die unter anderem Forschung für Diversität im Unterricht für Jugendliche in MINT-Fächern (STEM) am MIT finanziert.

## Schriften (Auswahl)
- mit Sanjay Ghemawat: MapReduce: Simplified Data Processing on Large Clusters, OSDI'04: Sixth Symposium on Operating System Design and Implementation (Dezember 2004), Online